# Schadowstraße

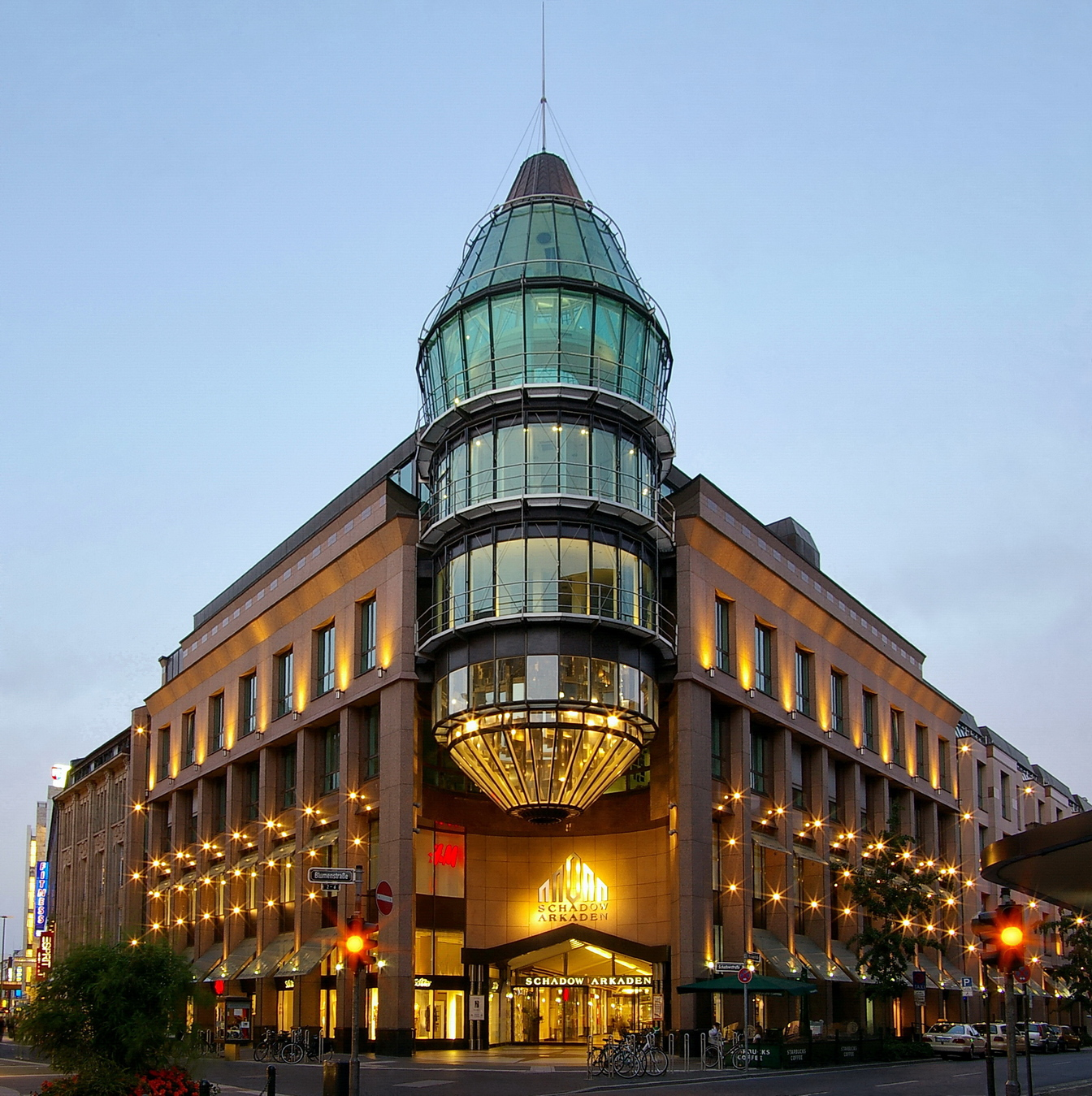

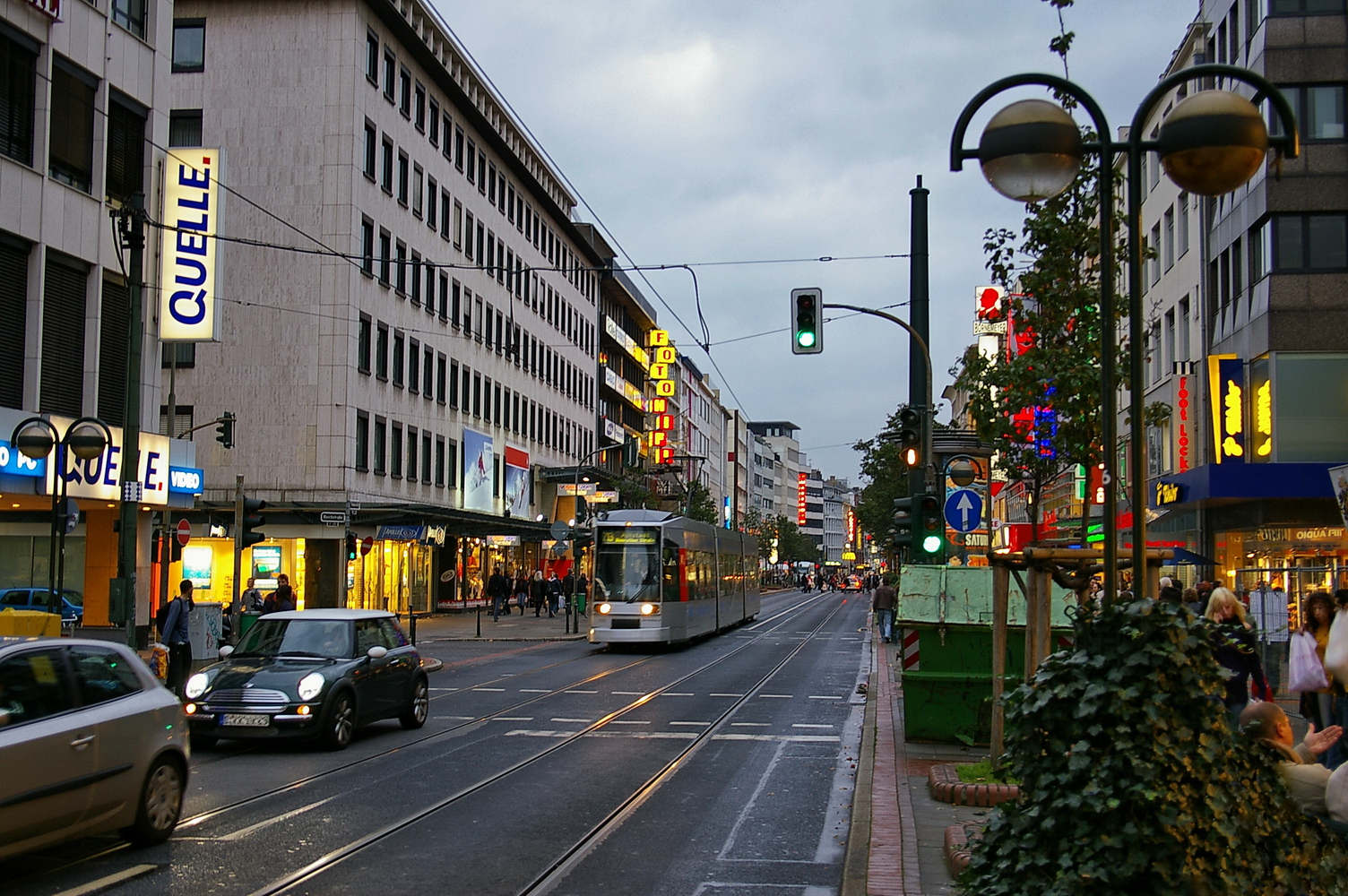
Rue commerçante à l'est de la Berliner Allee, 2006 avant la construction du métro et la refonte fondamentale de la rue

La Schadowstraße, avant 1850 Flinger Steinweg, est une rue commerçante de Düsseldorf, l'une des plus fréquentées d'Allemagne. Elle est nommée en 1851 en l'honneur du peintre Wilhelm von Schadow, qui a fondé l'école de peinture de Düsseldorf en 1826 grâce à son travail d'enseignant en tant que directeur de l'Académie des arts de Düsseldorf.

## Position
La Schadowstraße s'étend d'Ouest en Est dans la partie nord du quartier du centre-ville de Düsseldorf. Elle commence au nord de la Königsallee, à l'angle de la Blumenstraße, devient une zone piétonne après 30 mètres, touche la Schadowplatz à l'extrémité sud, passe sous la Hochstrasse mille-pattes (de), démolie en 2013, quitte la Jan-Wellem-Platz (de) au nord et (jusqu'à ce qu'elle soit abaissée dans le tunnel Kö-Bogen) sur la voie très fréquentée en direction nord de la route sud-nord de Düsseldorf, Berliner Allee (de). Aujourd'hui, seules une ligne de tramway et une promenade piétonne verdoyante la traversent. Au nord, on a une vue sur la tour des trois disques (de) et le théâtre sur la Gustaf-Gründgens-Platz. La Schadowstraße continue désormais tout droit jusqu'à l'intersection avec la Jacobistraße et la Tonhallenstraße. C'est aujourd'hui une rue piétonne et cyclable. Jusqu'à la construction de la Wehrhahnlinie (ligne U-Bahn), non seulement des véhicules à moteur mais aussi des tramways circulent dans la partie principale est de la Schadowstraße. Après l'intersection avec la Jacobi-/Tonhallenstraße, où se trouve un grand magasin, elle continue vers l'est et s'appelle désormais Am Wehrhahn.

## Histoire

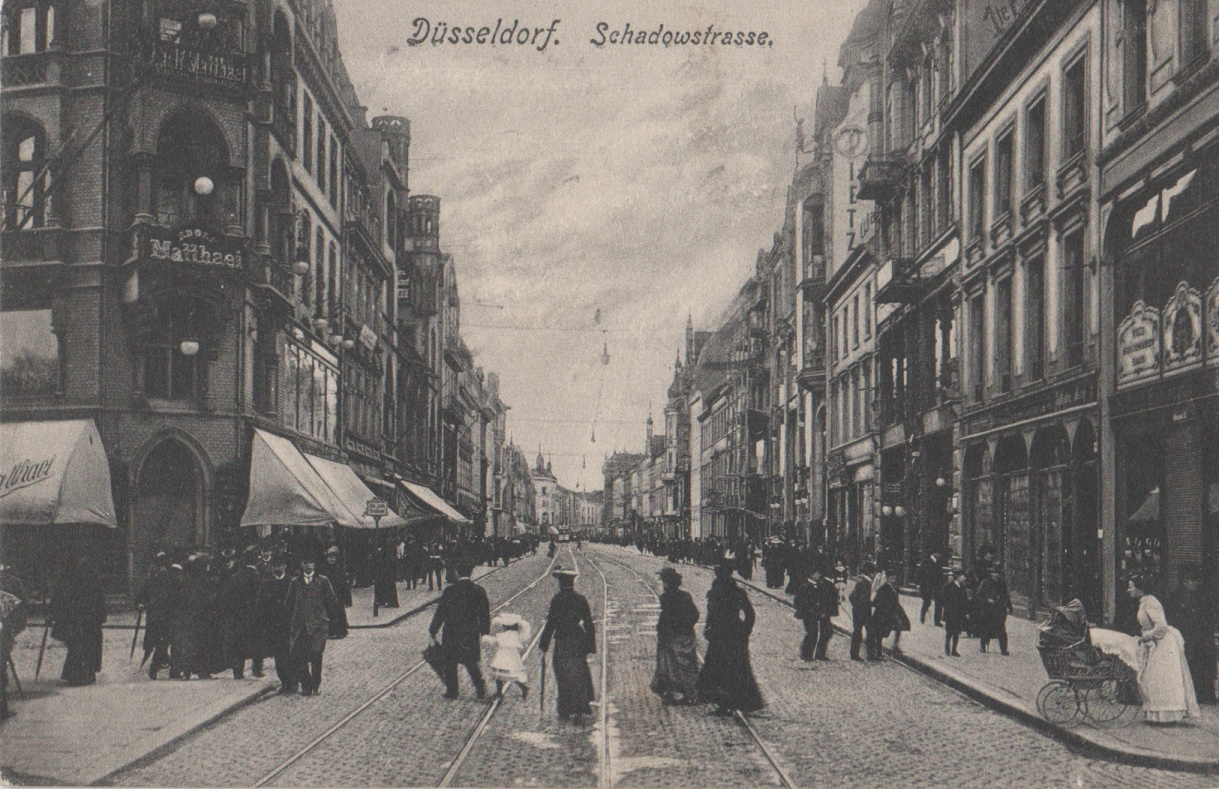
Schadowstraße vers 1906

La Schadowstraße est construite sur une ancienne route charretière qui relie Düsseldorf à Gerresheim. Elle traverse la zone de l'ancienne forêt de Flinger via l'actuelle Grafenberger Allee, qui se poursuit encore aujourd'hui via "Am Wehrhahn" jusqu'à la Schadowstraße . Au XVIIe siècle, l'électeur Jean-Guillaume fait paver le chemin pour créer une liaison solide et praticable en permanence (Flinger Steinweg). Un certain nombre d'abreuvoirs à chevaux et de tavernes sont construits le long de cette route. Elle est construite comme une artère menant au pays de Berg via le « Kälbermarkt », l'actuelle Schadowplatz, le « Flinger Steinweg » et l'« Elberfelder Chaussee » (aujourd'hui Grafenberger Allee) jusqu'à Elberfeld. À l'apogée du Kö-Bogen (de) actuel se trouve le marché aux bestiaux de Düsseldorf, réduit plus tard au « marché aux veaux », derrière lequel il n'y a que des terrains libres et non aménagés,.

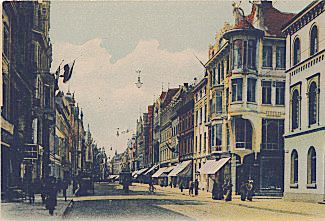
Maison Ibach (maison d'angle droite), Schadowstraße 52 (avant 1909)

L'architecte de Düsseldorf Rudolf Wiegmann conçoit la maison pour Wilhelm von Schadow en 1836, qu'il construit pour lui en 1838 sur la Schadowstrasse (Steinweg 212 4/20, depuis 1856 Schadowstraße Eckhaus 54 et maison voisine 56). Cette maison située au coin de la Bleichstrasse devient plus tard la propriété du peintre Andreas Achenbach. En 1851, le peintre américain Emanuel Leutze, né à Schwäbisch Gmünd, installe un grand atelier sur la Schadowstraße dans lequel est réalisé le tableau Washington traversant le Delaware.

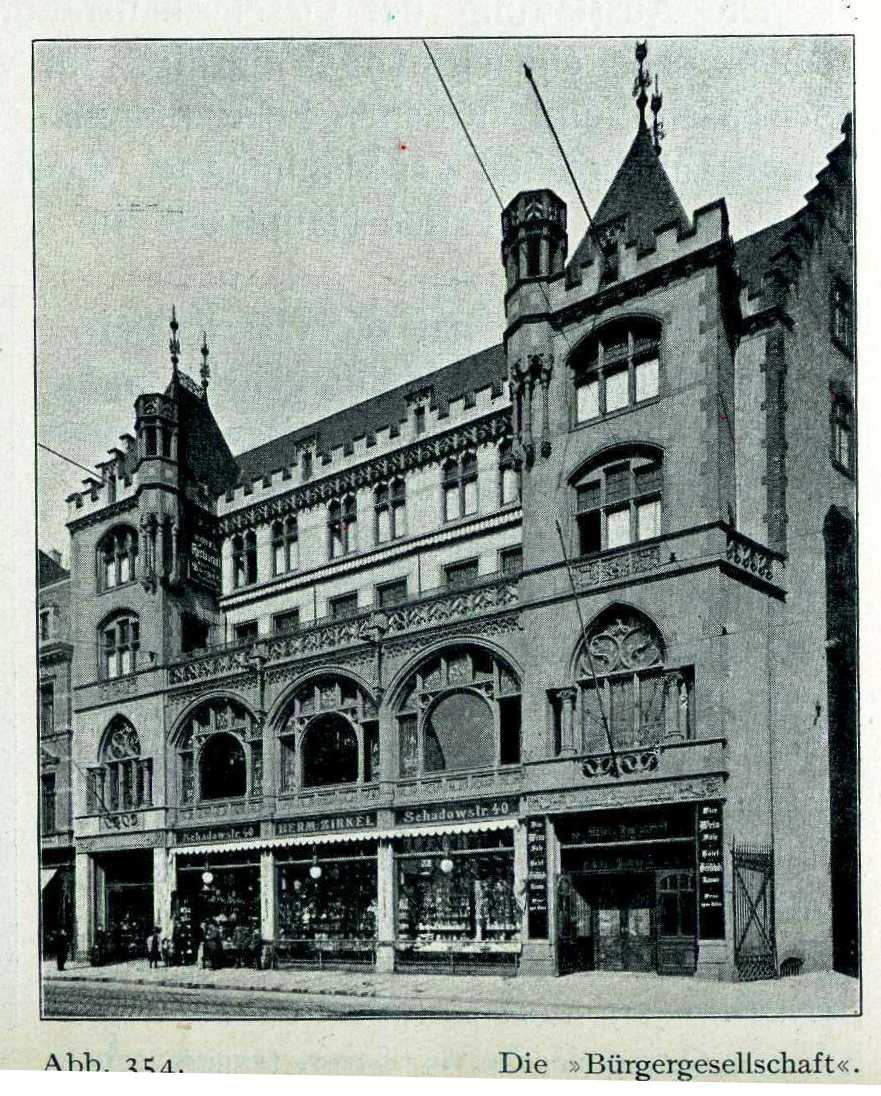
Maison de la société civile (vers 1904)

Là où se trouvent aujourd'hui les magasins Kö-Bogen II dans la Schadowstraße, l'immeuble d'habitation de la Schadowstraße 40 appartenant à la veuve Brügelmann sur un terrain de 3 182 m2 avec un grand et beau jardin estacheté en 1897 et devient jusqu'en 1900 la « Maison de Société Civile » selon les plans de l'architecte Leo von Abbema (de). Il y a un grand magasin au rez-de-chaussée, un restaurant au premier étage et un hôtel de 40 lits aux étages supérieurs : vers l'arrière se trouvaient de grandes salles de réception et de vastes caves à vin pour le commerce du vin. Un grand jardin avec une terrasse et un boulodrome intégré offre également un espace pour jouer au tennis.
De 1889 à 1892, l'ancienne salle de concert (de) est construite à l'intersection avec la Tonhallenstraße. Pendant plusieurs décennies, elle constitue un centre culturel et événementiel de la ville. Dans son prédécesseur, la salle de concert située à côté de la salle Geisler, a lieu en 1852 la première de la 3e symphonie ("Rhénane") de Robert Schumann. En 1899, le grand magasin Tietz (de) est construit à la Schadowstraße 43/45 selon les plans de l'architecte Fritz Hofmeister, qui est alors considéré comme « le plus grand établissement de ce type à Düsseldorf ». Au début des années 1900, la Maison Ibach (de), construite par les architectes Gottfried Wehling (de) et Alois Ludwig (de), Schadowstraße 52, devient le centre de musique de chambre de la ville. Il y a aussi des spectacles de variétés et des cinémas dans la rue à cette époque.
Pendant la Seconde Guerre mondiale, les bâtiments le long de la rue sont en grande partie détruits par les raids aériens (de), mais sont ensuite reconstruits en rue commerciale dans la période d'après-guerre. En 1951/1952, les vestiges de la salle de concert sont démolis et la maison Schadow doit également disparaître en 1953. Dans les années 1950, la Schadowstraße devient l'une des rues commerçantes les plus importantes de la République fédérale. Avec Karstadt, construit sur le site de l'ancienne salle de concert, et le Kaufhof, construit juste en face dans la rue Am Wehrhahn, où a été démoli le grand magasin Koch am Werhahn, qui existe jusqu'en 1969, deux des quatre grands magasins de l'ancienne République fédérale y ont de grands magasins. Des succursales y sont construites. Depuis les années 1970, de nombreux visiteurs des Pays-Bas viennent faire du shopping dans la Schadowstraße à Düsseldorf, notamment à l'approche de Noël. Au cours des années 1980, les trottoirs de la partie est de la Schadowstraße sont considérablement agrandis et réaménagés au détriment des troisième et quatrième voies. Entre 1990 et 1994, les Arcades Schadow (de) sont construites dans la Schadowstraße, à l'angle de la Blumenstraße. En 2001, le nouveau Peek & Cloppenburg (de) Weltstadthaus, l'un des plus grands magasins de vêtements de la ville, est ouvert au bout de la zone piétonne, en face du mille-pattes. L'architecte est l'Américain Richard Meier
Depuis les années 1990, on constate une diminution du nombre de piétons dans la Schadowstraße. Une étude réalisée par les agents immobiliers Kemper's/Jones Lang LaSalle révèle que la fréquentation moyenne un samedi est passée de 17 865 par heure en 2001 à 7 965 en 2011. Dans le même temps, la fréquence des visiteurs dans d'autres rues commerçantes, comme la Flinger Straße (de), a augmenté. Aujourd'hui, il existe une zone piétonne dans la partie ouest de la Schadowstraße avec accès aux arcades Schadow, situées dans le quartier de la Schadowstraße, de la Blumenstraße (de), de la Martin-Luther-Platz et de la Berliner Allee (de). Il est proposé de transformer la partie Est de la Schadowstraße en zone piétonne. Cependant, cette proposition est jusqu’à présent rejetée par les dirigeants de la ville.
La Schadowstraße est actuellement en pleine transformation : de nombreuses maisons de l'après-guerre sont remplacées par de nouveaux bâtiments. Dans le cadre de la deuxième phase de construction du Kö-Bogen, la rue va encore changer de visage. Un groupe de travail composé de responsables politiques, du commerce de détail, de l'administration et de la Chambre de commerce et d'industrie est formé pour élaborer un processus de refonte de la Schadowstraße. Depuis septembre 2015, un processus de participation du public a lieu sur la conception spécifique de la rue commerçante (dialogue municipal sur la réorganisation de la Schadowstraße). Le deuxième cycle de dialogue sera accompagné des quatre artistes de Düsseldorf Manuel Franke, Armin Hartenstein, Andrea Knobloch et Thomas Stricker,.

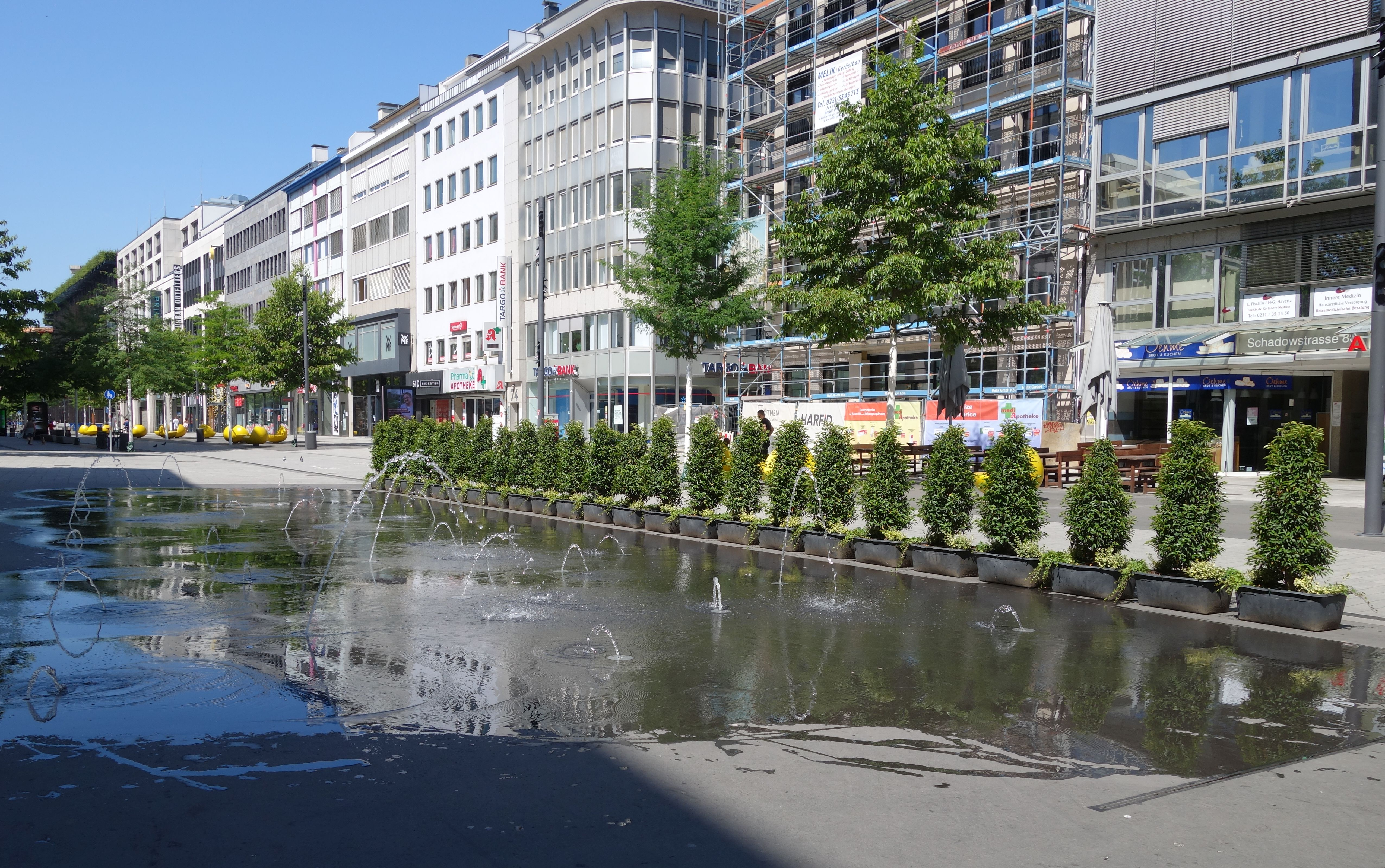
Plan d'eau (juillet 2022)

Début juin 2022, un point d'eau est installé devant le grand magasin Karstadt, avec de petites fontaines sortant du sol à certains endroits. Cette installation est directement critiquée comme étant une « non-fontaine », un quotidien la qualifiant d'« aussi charmante qu'une conduite d'eau éclatée » dans son titre. Après qu'un cycliste y ait heurté un enfant de quatre ans et l'ait si gravement blessé qu'il a dû être soigné en ambulatoire à l'hôpital, la piste cyclable est délimitée par des pots de fleurs.

## Infrastructures de transport
Les deux grands magasins disposent de parkings avec accès aux rues qui y mènent, et il existe divers autres parkings dans la zone de chalandise. Les lignes de tramway 701, 705, 706 et 707 traversent la Schadowstraße. Les lignes de tramway U71, U72, U73 et U83 circulent sous terre sur la Schadowstrasse dans le tunnel Wehrhahn. Ils desservent la station de métro de la Schadowstraße (de), construite de mai 2008 à février 2016. Les lignes de tramway 701, 705 et 706 s'arrêtent en surface à la station de métro Schadowstrasse, et le 707 à l'arrêt Jacobistrasse.

## Infrastructure
La Schadowstraße abrite une variété de magasins. Outre un grand magasin proposant une gamme complète de produits au carrefour de la Tonhallenstraße - le deuxième est abandonné depuis - prédominent les magasins de vêtements et de chaussures. Les besoins quotidiens et périodiques sont entièrement couverts, les besoins à long terme sont largement satisfaits, même s'il existe peu de restauration disponible. Le taux de succursalisation était très élevé en 2007, avec 90 %

## Festival de Schadowstraße

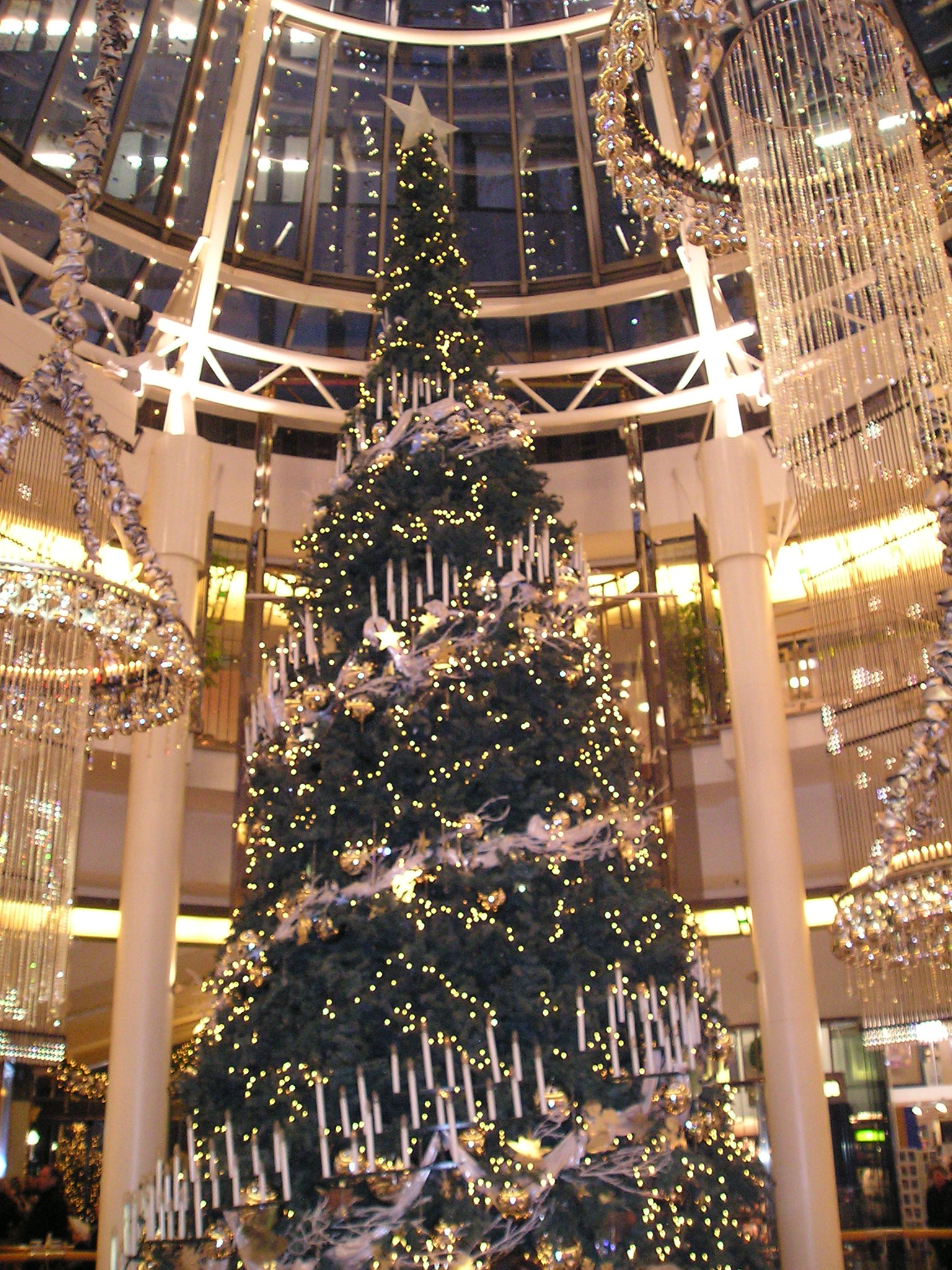
Arcades Schadow à Noël

Le festival de Schadowstraße de deux jours, organisé chaque année à la fin de l'été, est l'un des événements les plus importants de la capitale de l'État. En plus des stands, de la musique de différents styles, du cabaret, etc. sont présentés sur plusieurs scènes. Le marché de Noël annuel s'étend sur presque toute la rue et se poursuit par intermittence dans la vieille ville. Il y a une patinoire gratuite devant le Schauspielhaus de Düsseldorf à peu près en même temps que le marché de Noël.